# Robert Brizard
Pour les articles homonymes, voir Brizard.
Robert Brizard, né le 6 octobre 1889 et mort le 14 novembre 1959, est un homme politique français.

## Biographie
Après des études de droit à Paris, il devient directeur et administrateur de sociétés d'assurance.
Maire de Nogent-le-Rotrou de 1945 à 1955 et conseiller d'arrondissement, il est sénateur d'Eure-et-Loir de 1946 à 1959. À la Chambre haute, il est président de la Commission de la presse et du groupe des républicains indépendants, ainsi que vice-président de la Commission de comptabilité et de la Commission des Affaires étrangères, de la Défense et des Forces armées. 

## Décoration
- Médaille d'honneur départementale et communale, échelon argent au titre d' « ancien sénateur, ancien maire, conseiller municipal de Nogent-le-Rotrou » (1959)[1]

## Détail des fonctions et des mandats
Mandat parlementaire
- 8 décembre 1946 - 26 avril 1959 : sénateur d'Eure-et-Loir